# حزام الكويكبات
| الشمس طروادة المشتري مدارات الكواكب | حزام الكويكبات كويكبات هيلدا الكويكبات القريبة من الأرض |

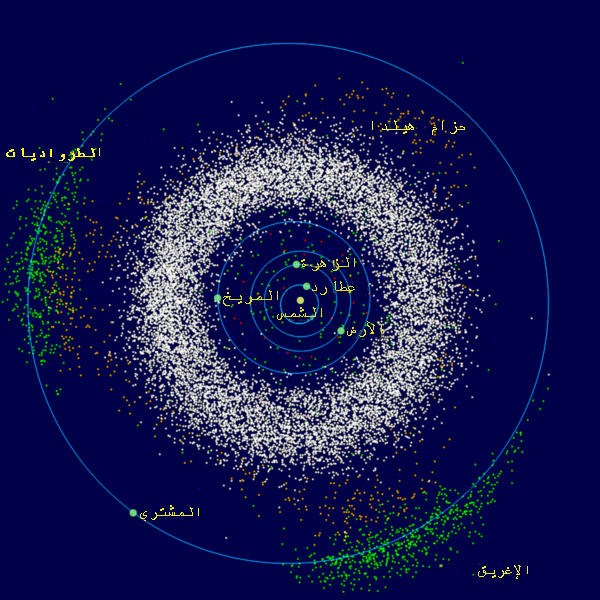
كويكبات النظام الشمسي الداخلي؛ واللون الأبيض هو حزام الكويكبات الذي يقع بين مدار المشتري والمريخ.

حزام الكويكبات هو قرص نجمي دوار يقع في منطقة تقع بين كوكبي المريخ والمشتري، وتدور في هذه المنطقة كمية هائلة من الكويكبات الصغيرة التي تتكون في الأساس من الصخور وبعض المعادن. وقد وصِفَ حزام الكويكبات بـ حزام الكويكبات الرئيسي وذلك لتمييزه عن مجموعة الكويكبات الأخرى التي توجد في المجموعة الشمسية وهي الأجرام القريبة من الأرض ومجموعة طروادة.
وهو حزام من الكويكبات والكويكبات هي مجموعة من الكواكب الصغيرة جدا لا يمكن رؤيتها بالعين المجردة بدون مرقاب، ولم يكن العلماء يعلمون بوجودها حتى عام 1801م، حيث أن الكواكب المختلفة تدور حول الشمس في مدارات إهليجية بيضوية ثابتة، وأقربها كوكب عطارد (مداره دائري) وأبعدها كوكب بلوتو، وما أن بدأ العلماء يعرفون المزيد عن تحركات الكواكب حول الشمس حتى لاحظوا أن كل كوكب يبعد عن الشمس ما يتراوح بين مرة وربع المرة، إلى المرتين بالنسبة إلى بُعد الكوكب السابق عن الشمس، ثم لاحظوا إن ذلك غير صحيح بالنسبة للمريخ وللمشتري، إذ يبعد المريخ نحو 228 مليون كيلومتر عن الشمس، ويجب على هذا الأساس أن يكون المشتري على مسافة 402 مليون كيلو متر من الشمس، ولكنه في الحقيقة يقع على ضعفي هذه المسافة مما يوحي بوجود كوكب آخر يدور في هذه الفسحة بين المريخ والمشتري.
تشغل أربعة كويكبات كبيرة نصف كتلة هذا الحزام وهي: سيريس و4 فيستا و2 بالاس و10 هيجيا. تشكل كتلة حزام الكويكبات الإجمالية حوالي ٪4 من كتلة القمر، أو ٪22 من كتلة بلوتو، أو ضعف كتلة قمر بلوتو 
شارون.
وفي عام 1800م، اجتمع عدد من علماء الفلك في ألمانيا وقرروا استخدام مراقبهم الجديدة في محاولة للتأكد من وجود كوكب مفترض.
ولكن لم يكن النجاح حليفهم إذ حقق هذا الاكتشاف عالم فلكي إيطالي يدعى جيسبي بيازي.
كان هذا العالم يعمل على وضع جدول منظم لمواقع النجوم، حين لاحظ شيئا يبدو كالنجم تماما ولو أنه يتحرك كالكواكب، وغير ثابت نسبيا كالنجوم، وأطلق على هذا الجرم الجديد اسم سيريس (Ceres)، على اسم آلهة الحصاد عند الرومان، وبعد أن راقب الفلكيون هذا الجرم الجديد فترة من الزمن وجدوا أنه يتحرك في مدار بين المريخ والمشتري، وسرعان ما وجدوا أجراما أخرى دعوها بالنجيمات (مصغر نجم) لشبهها بالنجوم، وأطلق عليها فيما بعد الكويكبات.
إن سيريس هو أكبر هذه الكويكبات وهو الكوكب القزم الوحيد في حزام الكويكبات ويبلغ قطره 950 كيلومتر، أي إن مساحته السطحية تبلغ مساحة العراق تقريبا، وقطر كويكبة بالاس (Pallas)، يبلغ 450 كيلو متر، تليها كويكبة فستا (Vesta)، التي يبلغ قطرها 385 كيلو متر، ثم هيجا، التي يبلغ قطرها من 350-500 كيلو متر، أما الكويكبات الأخرى فيبلغ حجمها بحجم ذرة الغبار. توزيع الكويكبات ليس كثيفا، فقد مرت العديد من المركبات الفضائية غير المأهولة بالبشر عبرها دون مشاكل. على عكس أفلام الفضاء التي تظهر حزام الكويكبات كحقل ألغام للمركبات الفضائية، وحتى اليوم لم تتعرض أية مركبة فضائية مرت بالحزام لأي حادث.
```
ومع ذلك تحدث الاصطدامات بين الكويكبات الكبيرة والتي قد تشكل 
عائلة من الكويكبات
 والتي يمتلك أعضائها مدارات متشابهة ومكونات متشابهة، يتم تصنيف الكويكبات داخل حزام الكويكبات عن طريق 
طيفهم
، إلى ثلاث مجموعات: 
كويكبات كربونية
، 
كويكبات سيليكات
، 
كويكبات غنية بالمعادن
.
```

من المرجح أن هذه الكويكبات قد نتجت عن السديم الأساسي الذي تكونت منه المجموعة الشمسية كمجاميع من الكواكب المصغرة، والكواكب المصغرة تكون أصغر من الكواكب الأولية بين المريخ والمشتري، وتمثل هذه الكويكبات الصغيرة أنوية لكواكب، إلا أن الجاذبية الهائلة لكوكب المشتري تمنعها من التجمع لتكوين كوكب أكبر؛ كما أن جاذبيته تؤدي إلى المزيد من التصادم فيما بينها، وتمتص معظم الركام الصغير الناجم عن التصادم. ثم أصبحت الأصطدامات أكثر عنفاً، وبدلاً من أن تلتحم معاً، فإن الكواكب المصغرة والكواكب الأولية تحطمت. كنتيجة إن 99.9٪ من الكتلة الأصلية للحزام فُقدت في أول 100 مليون سنة من تاريخ النظام الشمسي. في النهاية وجد بعض الحطام طريقه إلى داخل النظام الشمسي موجهة النيازك للإصطدام بالكواكب الداخلية، وعلى فترات دورية، تضطرب مدارات الكويكبات كلما حدث ما يسمى بالرنين المداري مع المشتري، مما يؤدي إلى تغييرات دورية في مسارات الكويكبات. حدثت فجوة كيركوود عندما ارتدت الكويكبات إلى المدارات الأخرى.
فئات اجرام النظام الشمسي الصغيرة هي: أجرام قريبة من الأرض، كويكبات قنطور، حزام كايبر، قرص متفرق، شبية سدنا، وأجسام سحابة أورط.
في 22 يناير عام 2014 أبلغت وكالة الفضاء الأوروبية عن اكتشاف بخار ماء لأول مرة على الكوكب القزم ايريس أكبر أجسام حزام الكويكبات. الاكتشاف كان عن طريق استخدام الأشعة تحت الحمراء البعيدة من مرصد هيرشل الفضائي. الاكتشاف كان غير متوقع لإن المذنبات وليس الكويكبات كانت معتبرة كأجرام غير قابلة للحياة.

## استكشاف الحزام
في عام 1596 توقع عالم الفلك يوهانس كيبلر أن هناك شيء بين مدار المريخ والمشتري. وأثناء تحليلاته لبيانات العالم الفلكي تيخو براهي. فكر أن هناك فجوة كبيرة بين مدار المريخ والمشتري.
في عام 1766 دَوّن العالم يوهان دانيال تيتيوس في ترجمة ألمانية لكتاب تشارلز بونيه (التأمل في الطبيعة)، ملاحظة وهي أن الكواكب تخضع لتتابع رياضي عجيب، حيث أن الكواكب تحمل رقم حسب الترتيب والأرقام هي: (0، ثم 3، 6، 12، 24، 48، 96، 192)؛ حيث أن عطارد يحمل الرقم 0، والزهرة تحمل الرقم 3، والأرض الرقم 6 وهكذا... وبالتالي نجد أن كل عدد هو ضعف العدد الذي قبله.
فإذا تم إضافة العدد 4 إلى رقم الكوكب، ومن ثم قسمة ناتج الجمع على العدد 10، فسيتم الحصول على أرقام تساوي أبعاد الكواكب عن الشمس مقدرة بالوحدة الفلكية. والشيء الوحيد الذي اُعتبر خطأ هو أنه لم يكن هناك كواكب في الموضع 24 بين المريخ (12) والمشتري (48). وكذلك لم يكن هناك كوكب في الموضع (192)
وعندما اكتشف العالم ويليام هيرشل الكوكب أورانوس عام 1781م الذي يقع في الموضع (192) والذي طابق القانون تماماً، قال الفلكيون لابد من وجود كوكب بين مدار المريخ والمشتري، فاقترح الفلكي الألماني «يوهان بود» وجود كوكب آخر في الفجوة المدارية بين كوكبي المريخ والمشتري. وفي عام 1801م تم اكتشاف سيريس (الجسم الأكبر في الحزام) في المكان الذي تنبأ به «يوهان بود» وهو الرقم (24) وقد اُفترض أنه مذنب لكن عدم وجود ذؤابة(ذيل المذنب) لسيريس اقترح بإنه كوكب، وهذا القانون يعرف الآن بقانون تايتوس - بود ولقد خمن هذا القانون أبعاد جميع الكواكب الثمانية في ذلك الوقت (عطارد، الزهرة، الأرض، المريخ، سيريس، المشتري، زحل، أورانوس) عن الشمس.
وبعد 15 شهر في عام 1802 اكتشف الفلكي هاينريش أولبرز الكويكب «2 بيلاس»، وافترض أن هذا الكويكب والأجسام الصغيرة المحيطة به هي بقايا كوكب مُدَمّر كان يدور في هذا المكان، وفي عام 1807 اكتشف كويكبين آخرين هما «3 جونو» و«4 فيستا»، ولأن شكل هذين الكويكبين يميل إلى شكل نجمة، فقد اقترح ويليام هيرشل على هذا النوع من الكويكبات اسم asteroid، والكلمة تصغير لكلمة aster اليونانية التي تعني نجم.
في عام 1807 كشفت الأبحاث جسمين جديدين في المنطقة هما: جونو، فيستا بقيام الحروب التي أشعلها «نابليون بونابرت» في أوروبا، توقفت الاكتشافات الفلكية عند هذا الحد، إلى أن تم استئنافها مرة أخرى عام 1845 باكتشاف الكويكب «5 أسترا». بعد هذا توالت الاكتشافات في منطقة حزام الكويكبات، وبحلول منتصف 1866 كان هناك 100 كويكب قد تم اكتشافه عن طريق التصوير الفلكي للعالم ماكس فولف. وبحلول عام 1921م زاد عدد الكويكبات المكتشفة إلى 1000 كويكب ، ووصل إلى 10,000 كويكب في عام 1981، وبَلغَ عدد الكويكبات المكتشفة حوالي 100,000 كويكب في عام 2000، واليوم نعرف أن عددها يصل إلى بضعة ملايين حوالي 1.7 مليون منها يصل قطرها إلى كيلومتر أو أكبر قليلا، وهناك حوالي 200 كويكب يتجاوز قطرها 100 كيلومتر.
ولقد أدى اكتشاف كوكب نبتون في عام 1846 إلى تكذيب قانون بود في عين العلماء، وذلك لأن مداره لم يكن في البعد الصحيح كما توقعه القانون. وحتى الآن لا يوجد تفسير علمي للقانون، ويعتبره العلماء مجرد صدفة.
وفي عام 2006 تم اكتشاف مجموعة من المذنبات تدور في حزام الكويكبات.

## المنشأ

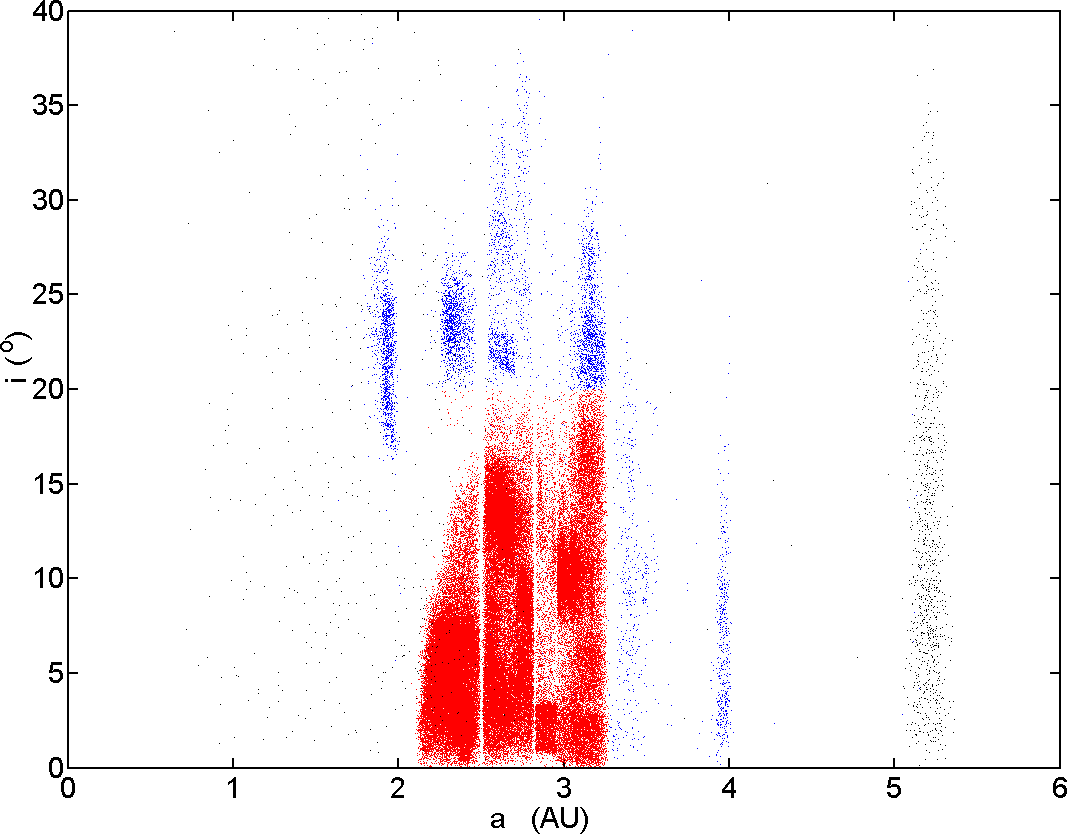
حزام الكويكبات الذي يظهر الميول المدارية للكويكبات مقابل المسافات من الشمس، حيث يمثل اللون الأحمر كويكبات المنطقة الأساسية للحزام، واللون الأزرق بقية الكويكبات

### التشكل
في عام 1802، بعد فترة قصيرة من اكتشاف كويكب بالاس اقترح اولبرز لهيرشل فرضية وهي أن كويكب سيريس وبالاس كانوا فُتات لكوكب كبير كان يتواجد في المنطقة التي تقع بين كوكب المريخ والمشتري، وأن هذا الكوكب قد عانى من انفجار داخلي أو تصادم مذنبات قبل ملايين السنين. وبمرور الوقت لم يدعم أحد هذه الفرضية. وذلك لأن كتلة الكويكبات مجتمعة أقل من كتلة القمر، والتي تشكل 4% فقط من كتلة القمر، كما أن انفجار كوكب كامل يتطلب كم كبير جداً من الطاقة، ما يعني أن تأثير الانفجار كان سيظهر على باقي أجرام المجموعة الشمسية، ومن الأشياء التي ساعدت على ادحاض فرضية الكوكب الكبير، الاختلافات الكيميائية الهامة بين المذنبات كانت ستصبح صعبة التفسير لو كانوا شكلوا كوكباً واحداًً. واليوم معظم العلماء يتفقون على أن الكويكبات لم تشكل كوكباً على الأطلاق.
وبشكل عام، في النظام الشمسي، يُعتقد أن الكويكبات قد تشكلت من خلال عملية مماثلة لفرضية السديم استغرقت ملايين السنين: وهي أن سحابة هائلة كثيفة من الغبار والغاز بين النجوم أنهارت تحت تأثير الجاذبية وشكلت قرص دوار من المواد التي تكثفت فيما بعد لتشكل الشمس والكواكب. وخلال المليون سنة الأولى من تاريخ النظام الشمسي، أدت عملية التنامي إلى اصطدامات مما أدى إلى ثقل الجزيئات الصغيرة، والتي زادت في الحجم تدريجيا. وحالما وصلت الجزيئات إلى كتلة كافية بدأت في الانسحاب إلى الاجسام الأخرى عن طريق الجاذبية مما أدى إلى تشكيل كواكب مصغرة، وبعد ذلك تشكلت الكواكب.
الكواكب المصغرة في المنطقة (التي كونت فيما بعد حزام الكويكبات) كانت شديدة الاضطراب بسبب جاذبية كوكب المشتري ولهذا السبب لم تشكل كوكباً. وبدلاً من أن تشكل كوكب، استمرت في الدوران حول الشمس كما كانت قبل ذلك، وتضطرب في بعض الأحيان. حطامات الكواكب المصغرة التي توجد في المناطق التي فيها معدل الاصدامات كبير للغاية، طَغت على ظاهرة التنامي، فمنعت من تشكيل اجسام بحجم الكواكب. حدثت رنينات مدارية في الحزام عندما شكلت الفترة المدارية لجسم في الحزام عدد صحيحاً صغير للفترة المدارية للمشتري. مما جعلت الجسم يضطرب إلى مدار اخر؛ المنطقة الواقعة بين المشتري والمريخ تحتوي على الكثير من المدارات الرنينية. وعندما هاجر المشتري من تكوينه إلى موقعه الحالي كان من الممكن أن يجتاح هذا الرنين حزام الكويكبات، ومثيرا بشكل حيوي أجسام هذه المنطقة وزيادة سرعتها بالنسبة لبعضها البعض.
خلال التاريخ المبكر للنظام الشمسي، المذنبات ذابت إلى حد ما، مما أدى إلى السماح للعناصر بداخلها بأن تتباين عن طريق الكتلة بشكل جزئي أو كامل. وأن بعض المذنبات القديمة قد خَضَعت لفترات بركانية متفجرة وشكلت محيطات من الصهارة، وبسبب الحجم الصغير نسبيا للمذنبات، فإن فترات الذوبان كانت قصيرة (مقارنة بالكواكب العملاقة) وتلاشت بشكل عام قبل حوال 4.5 مليار سنة مضت، خلال أول عشر مليون سنة من التكوين.
في أغسطس عام 2007 ، خلال دراسة لبلورات معدن الزركون التي وجدت داخل الحجر النيزكي الذي وجِد في القارة القطبية الجنوبية يعتقد انه نشأ من 4 فيستا، ونفس الشيء بالنسبة لباقي حزام الكويكبات، قد تشكلت بسرعة في غضون عشرة ملايين سنة من تاريخ النظام الشمسي.

### التطور
الكويكبات ليست عينات من النظام الشمسي البدائي، فقد مرت بتطور كبير منذ تشكلهم، وهذه التغيرات تتضمن: تفدئة داخلية خلال أول عشرة ملايين سنة، ذوبان السطح أثر التصادمات، تجوية فضائية من الإشعاع، وقصف بواسطة النيازك الدقيقة. ويشير بعض العلماء على أن الكويكبات هي كواكب مصغرة الوحيدة المتبقية، والبعض الآخر يعتبرها كواكب مصغرة مستقلة.
يُعتقد أن حزام الكويكبات الحالي يحتوي على أجزاء صغيرة من حزام الكويكبات البدائي، وتشير الأبحاث الحاسوبية أن حزام الكويكبات الأصلي قد يملك الكتلة المكافئة للأرض. وذلك بسبب إضطرابات الجاذبية، معظم المواد قُذفت من الحزام في غضون مليون سنة من التكوين، تاركةً خلفها أقل من 0.1% من الكتلة الأصلية. منذ التكوين، توزيع الحجوم في حزام الكويكبات بقيَ مستقر نسبياً، فلم يحدث أي تزايد أو نقصان في الأبعاد النموذجية لحزام الكويكبات الأساسي.
مقدار الرنين المداري مع كوكب المشتري حوالي 1:4، في دائرة نصف قطرها 2.06 وحدة فلكية، حيث يمكن اعتبارها الحدود الداخلية لحزام الكويكبات. الاضطرابات التي يسببها كوكب المشتري أدت إلى إرسال الأجسام إلى مدارات غير مستقرة، معظم الأجسام التي تشكلت داخل نصف قطر هذه الفجوة إما إجتاحت من قبل كوكب المريخ(الذي يملك نقطة أوج تبلغ 1.6 وحدة فلكية) أو تُقذف بسبب إضطرابات جاذبيته في الوقت المبكر لتاريخ النظام الشمسي. تقع عائلة هنغاريا بالقرب من الشمس في رنين قدره 1:4، ولكنها محمية من الأضطرابات بسبب ميلها العالي.
عندما تشكل حزام الكويكبات في البداية، كّونت درجات الحرارة التي تصل من مسافة 2.7 وحدة فلكية من الشمس خط يعرف ب«خط الثلوج» تحت درجة تجمد المياه، الكواكب المصغرة التي تكونت خلف هذا المسافة كانت قادرة على تجميع الثلوج. وفي عام 2006 أُعلن أن عدداً من المذنبات تم اكتشافها داخل حزام الكويكبات والتي تقع خلف خط الثلوج، قد تكون مصدراً لمياه المحيطات على الأرض، ووفقا لبعض النماذج، أن تغزية المياه خلال فترة تكوين الأرض لم تكن كافية لتشكيل المحيطات، مما يتطلب مصدر خارجي لتكوينهم مثل قصف من المذنبات التي تحتوي على الثلوج.

## الصفات
على عكس الصور الشائعة، حزام الكويكبات في الغالب خالِ، حيث أن الكويكبات منتشرة في مساحة كبيرة، لذا إن اردنا الذهاب إلى إحدى الكويكبات سيكون غير محتمل الوصول اليه بدون توجيه دقيق. ومع ذلك، فإن مئات الآلاف من الكويكبات معروفة حاليا، ويصل العدد الأجمالي إلى ملايين الكويكبات أو أكثر، بالإعتماد على الحجم الأدنى للقطعة. هناك أكثر من 200 كويكب معروف بأن حجمها أكبر من 100 كيلومتر، وقد أظهر مسح للأشعة التحت الحمراء بأن من 0.7 - 1.7 مليون كويكب بقطر 1 كيلومتر. ويبلغ القدر الظاهري لمعظم الكويكبات حوالي 11-19 قدر ظاهري، وومع متوسط يبلغ حوالي 16 قدر ظاهري.
يقدر إجمالي كتلة حزام الكويكبات حوالي 2.8×1021 إلى 3.2×2110 كيلوغرام، والتي تشكل 4% من كتلة القمر. الكويكبات الأربعة الكبيرة: سيريس، 2 بالاس، 10 هيجيا، 4 فيستا يشكلون نصف الكتلة الإجمالية للحزام، حيث أن ثلث الكتلة يشغلها سيريس وحده.

### المكونات
يتكون حزام الكويكبات الحالي من ثلاث فئات من الكويكبات: كويكبات نوع (C) أو الكويكبات الكربونية، كويكبات نوع (S) أو كويكبات السيليكات، كويكبات نوع (M) أو الكويكبات المعدنية.
الكويكبات الكربونية، وهي كويكبات غنية بالكربون، وهي تسيطر على المناطق الخارجية لحزام الكويكبات. معاً يشكلون أكثر من 75% من الكويكبات المرئية. وهم أكثر إحمرار من باقي الكويكبات ولديهم وضاءة منخفضة جدا. تركيبها السطحي مشابه لتركيب الاحجار النيزكية الكندريتية الكربونية. كيميائياً، أطيافهم مشابهة للتكوين البدائي للنظام الشمسي المبكر، مع العناصر الأخف فقط ومواد متطايرة غير موجودة.
كويكبات نوع (s) وهي كويكبات غنية السيليكات وهي أكثر الكويكبات شيوعاً في المنطقة الدخلية للحزام، والتي تبعد حوالي 2.5 وحدة فلكية من الشمس. أطياف سطحها تكشف عن وجود سيليكات وبعض المعادن، لكن لا توجد مركبات كربونية. وهذا يدل على أن موادها قد تغيرت بشكل كبير من تكوينها البدائي، بسبب الذوبان والتشكل من جديد. تكون وضائتهم عالية نسبياً ويشكلون حوالي 17% من مجموع كويكبات الحزام.
كويكبات نوع (M) وهي كويكبات غنية بالمعادن، تشكل 10% من مجموع كويكبات الحزام، يكون طيفهم مشابه للحديد والنيكل. يعتقد أن بعضهم تكون من النوى الحديدية لبعض الأجسام السالفة التي تدمرت بسبب الأصطدامات. على أية حال، هناك بعض مركبات السيليكات التي يمكن أن تنتج مظهر مماثل، مثال على ذلك الكويكب الكبير 22 كاليوبي من النوع (M) لايبدو أن يتكون في المقام الأول من المعدن. داخل حزام الكويكبات، توزيع عدد الكويكبات من النوع (M) يرتفع عند نصف المحور الرئيسي على بعد 2.7 وحدة فلكية. ليس من الواضح حتى الآن ما إذا كانت جميع كويكبات نوع (M) مماثلة تركيبياً، أو ما إذا كانت علامة للعديد من الأصناف التي لا تناسب بدقة فئتي S , C الرئيسيتين.

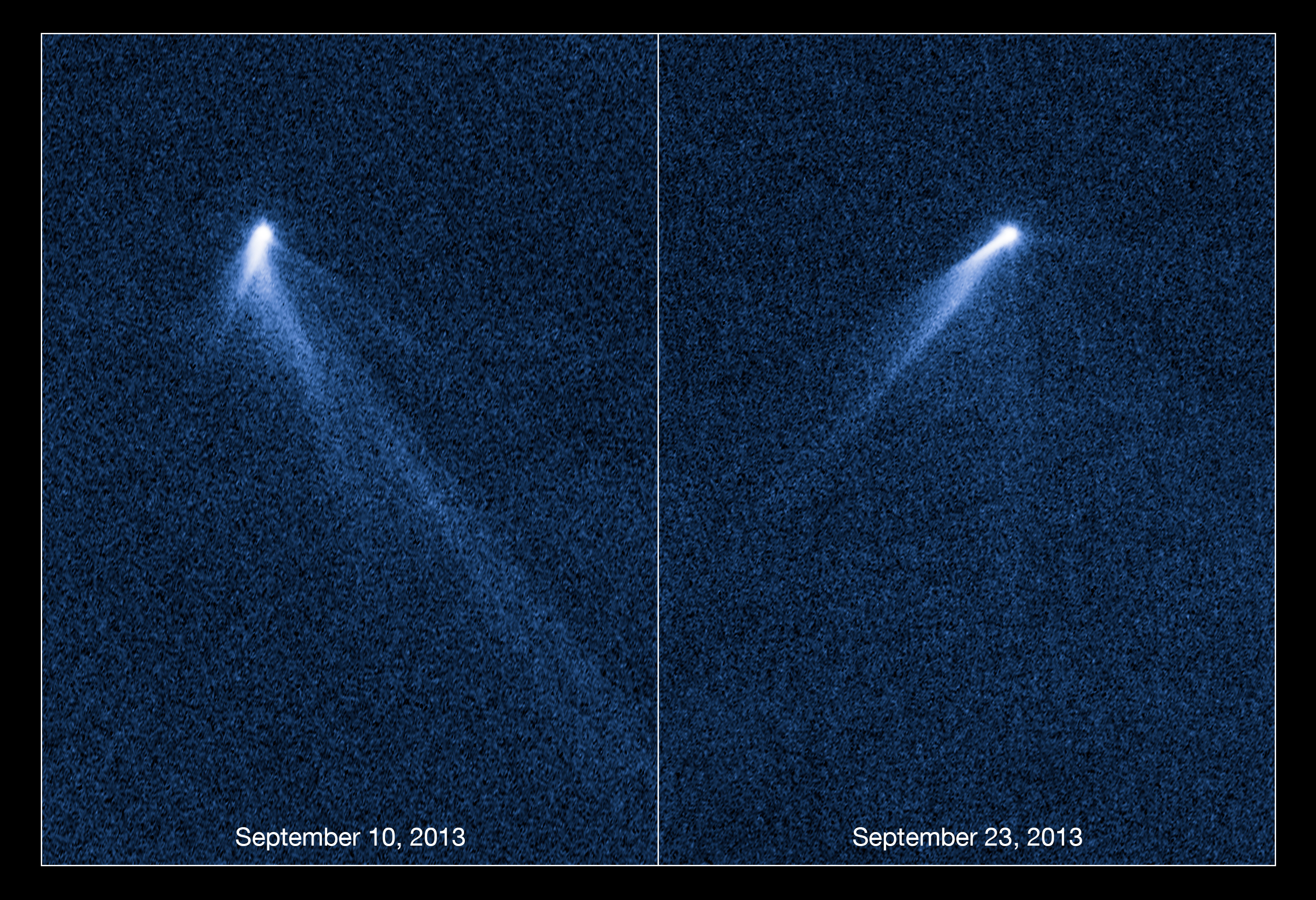
صورة من تلسكوب هابل يظهر فيها كويكب متعدد الاذيال.

هناك سر واحد في حزام الكويكبات، هو الكويكبات البازلتية أو الكويكبات نوع (V) النادرة. تتكون هذه الكويكبات بشكل أساسي من الصخور البازلتية. وكنتيجة، أكثر من نصف الكويكبات تتكون إما من البازلت أو الأوليفين. تشير الملاحظات على أن 99% من المواد البازلتية مفقودة. حتى عام 2001، ساد إعتقاد أن مُعظم الأجسام البازلتية المكتشفة داخل الحزام مصدرها هو الكويكب فيستا كونه الكويكب البازلتي الوحيد كبير الحجم (لذلك تم تسمية المجموعة طبقاً لاسمه وأطلق عليها كويكبات نوع -V-). استمر هذا الإعتقاد سائداً حتى اكتشاف الكويكب 1459 ماجنيا الذي أدى إلى اكتشاف تركيبة كيميائية مختلفة قليلاً عن تركيبة الكويكبات البازلتية الأخرى المكتشفة في ذلك الوقت، مما يشير إلى أنه لم يتكون في الأصل من الكويكب فيستا. تم تعزيز هذه الفرضية من خلال اكتشاف إضافي لإثنين من الكويكبات في المنطقة الخارجية للحزام هما 7472 Kumakiri والكويكب (10537) 1991 RY16 مع تركيبة بازلتية مختلفة لايمكن أن تنشأ من فيستا، لذلك تخلى العلماء عن كون فيستا أساس الكويكبات البازلتية. وهذان الكويكبان الاخيران هما الكويكبات الوحيدة من نوع (V) التي تم اكتشافها في الحزام الخارجي حتى الآن.
تتناسب درجة حرارة حزام الكويكبات مع المسافة من الشمس. لجزيئات الغبار داخل الحزام، درجات حرارة تترواح من 200 كلفن(-73 درجة سيليزية) على مسافة 2.2 وحدة فلكية إلى 165 كلفن (-108 درجة سيليزية) على بعد 3.2 وحدة فلكية. وبسبب الدوران، يمكن أن تختلف درجة حرارة سطح كويكب ما إختلافاً كبيرا حيث تتعرض الأطراف بالتناوب إلى الأشعاع الشمسي.

### حزام المذنبات الرئيسي
يعتقد أن كويكبات الحزام الخارجي قد تكون جليدية، وقد يتعرض الجليد في بعض الأحيان إلى عملية التسامي من خلال تغيرات صغيرة. مذنبات الحزام الرئيسي (الجليدية) ربما كانت مصدر رئيسي لمياه المحيطات على الأرض وذلك لأن نسبة نظير الهيدروجين ديوتيريوم قليلة جداً بالنسبة للمذنبات لذلك يُعتقد أنها كانت المصدر الرئيسي.

### المدارات

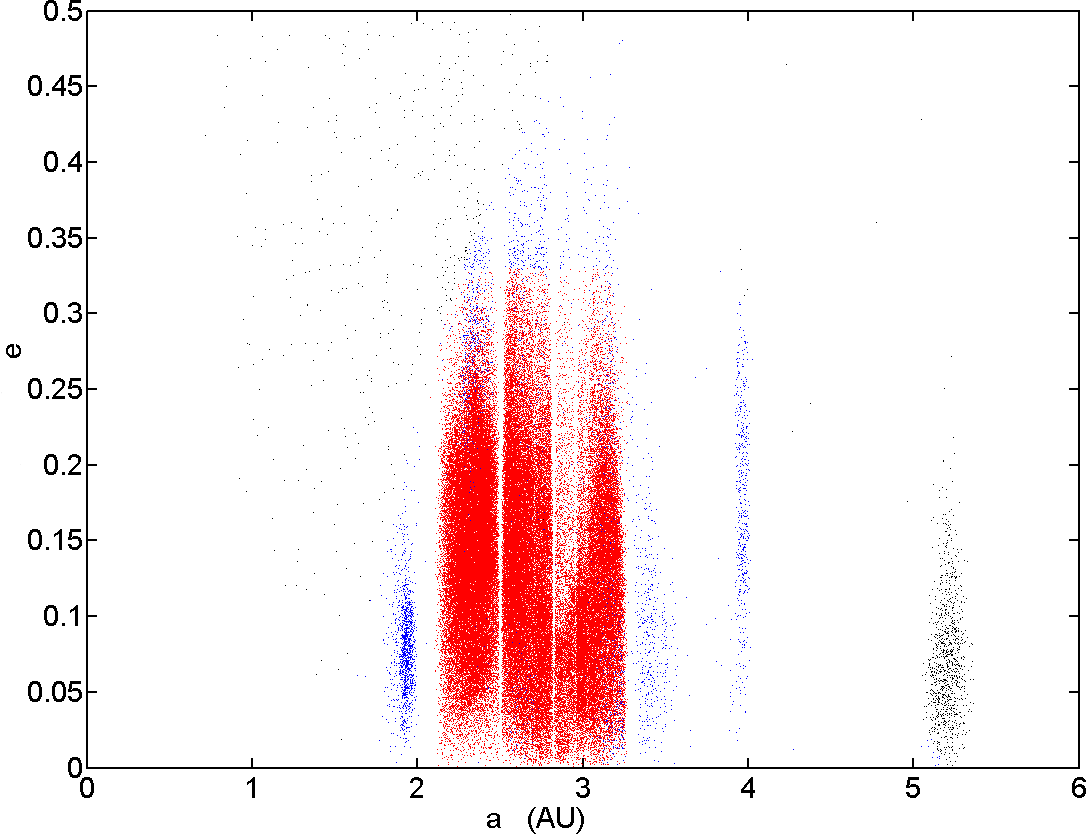
الإنحرافات المدارية للكويكبات في حزام الكويكبات باللون الأحمر والأزرق، اللون الأحمر يمثل إنحرافات كويكبات المنطقة الأساسية

معظم الكويكبات داخل حزام الكويكبات لديها إنحرافات مدارية أقل من 0.4، وميل أقل من 30°. يبلغ أقصى إنحراف لمدارات الكويكبات حوالي 0.07 وأقصى ميل حوالي 4°. على الرغم من أن الكويكب المثالي يملك مدار دائري يقع بمستوى مسار الشمس، فإن بعض مدارات الكويكبات قد تنحرف بشكل كبير أو تسافر خارج مستوى مسار الشمس.
أحياناً يستخدم مصطلح الحزام الرئيسي لوصف المنطقة الأساسية من الحزام، حيث تم العثور على أعظم كثافة للأجسام، تقع هذه المنطقة بين
رنين قدره 4:1 و 2:1 في فجوة كيركوود على بعد 2.06 و 3.27 وحدة فلكية. وفي انحراف مداري أقل تقريباً من 0.33، وعلى طول ميل مداري قدره 20°.
إعتباراً من عام 2006، ضمت هذه المنطقة الأساسية 93% من جميع الكواكب الصغيرة المكتشفة في النظام الشمسي. سجلت قاعدة بيانات مختبر الدفع النفاث أكثر من 670000 كويكب في الحزام الرئيسي (المنطقة الأساسية).

#### فجوات كيركوود

عدد الكويكبات في حزام الكويكبات كدالة على نصف محورهم الرئيسي. تشير الخطوط المستقيمة المتقطعة على وجود فجوة كيركوود، حيث الرنين المداري مع كوكب المشتري الذي يؤدي إلى عدم إستقرار المدارات.
تمثل الألوان مناطق حزام الكويكبات:
المنطقة الأولى:الحزام الرئيسي الداخلي
المنطقة الثانية:الحزام الرئيسي المتوسط
المنطقة الثالثة:الحزام الرئيسي الخارجي

يستخدم نصف المحور الرئيسي لوصف بعد مدار كويكب ما حول الشمس، وتحدد قيمته الفترة المدارية للكوب الصغير. في عام 1866، لاحظ دانيال كيركوود فجوات في مدارات الكواكب المصغرة من الشمس. وتوجد هذه الفجوات في الأماكن التي تشكل فيها فترة الكواكب المصغرة حول الشمس جزءا صحيحا من الفترة المدارية للمشتري. أقترح كيركوود أن اضطرابات الجاذبية للكواكب أدت إلى إزالة هذه الكويكبات من هذه المدارات.
عندما تشكل الفترة المدارية للكويكب جزءاً صحيحًا من الفترة المدارية للمشتري، يتكون رنين مداري مع المشتري يؤدي إلى تشكل اضطراب كافِ
لجعل الكويكب يضطرب إلى عناصر مدارية جديدة. يتم دفع الكويكبات الموجودة في فجوات المدارات (إما بشكل أساسي بسبب هجرة مدار كوكب المشتري، أو بسبب الأضطرابات والإصطدامات السابقة) تدريجياً إلى مدارات عشوائية.
لا يتم رؤية الفجوات بلقطة بسيطة لمدارات الكويكبات في وقت واحد وذلك لأن مدارات الكويكبات إهليجية، ولا تزال الكثير من الكويكبات تعبر خلال نصف القطر المقابل للفجوات. الكثافة المكانية للكويكبات التي توجد في هذه الفجوات لا تختلف بشكل كبير عن المناطق المجاورة.
توجد الفجوات الرئيسي في الرنينات المدارية: 1:3، 2:5، 3:7 و 1:2 مع المشتري. الكويكبات التي توجد في فجوة كيركوود التي رنينها 1:3 تدور حول الشمس ثلاث مرات لكل مدار المشتري، مثال على ذلك ، يحدث الرنين المداري الضعيف في القيم الأخرى لنصف المحور الرئيسي
التي لديها عدد كويكبات قليل.(مثلاً، يحدث الرنين المداري 3:8 لكويكب في محور نصف رئيسي يقع على بعد 2.71 وحدة فلكية)
.
كويكبات الحزام الرئيسي تقسم إلى ثلاث مناطق، استناداً على أبرز ثغرات كيركوود:
- المنطقة الأولى تقع بين الرنين 1:4 (على بعد 2.06 وحدة فلكية) والرنين 1:3 (على بعد 2.5 وحدة فلكية).
- المنطقة الثانية تبدأ من نهاية المنطقة الأولى وتنتهي بالرنين 2:5 (على بعد 2.82 وحدة فلكية).
- المنطقة الثالثة تمتد من الحافة الخارجية للمنطقة الثانية وتنتهي بالرنين 1:2 (على بعد 3.28 وحدة فلكية).[61]

قُسم حزام الكويكبات إلى حزام داخلي وحزام خارجي، الحزام الداخلي شكلته الكويكبات التي تقع بالقرب من المريخ في فجوة كيركوود التي تخضع لرنين قدره 1:3 (على بعد 2.5 وحدة فلكية). والحزام الخارجي شكلته الكويكبات التي تقع بالقرب من مدار المشتري.وقد قسم بعض العلماء الحزام الخارجي والداخلي في فجوة كيركوود رنينها المداري 1:2 (على بعد 3.3 وحدة فلكية).

## تصادمات

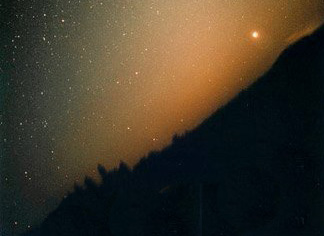
الضوء البروجي، تشكل عن طريق الغبار الذي نَتَجَ عن تصادمات الكويكبات فيما بينها

يؤدي العدد الكبير من الكويكبات في منطقة الحزام إلى الكثير من التصادمات فيما بينها، مما يجعلها بيئة نشطة، ويبلغ معدل التصادمات بين الأجرام التي يزيد قطرها على 10 كيلومترات: مرة كل عشرة ملايين عام، وهو معدل كبير بالمقياس الفلكي
ويؤدي التصادم عادة إلى تفتت الكويكب إلى أجزاء صغيرة عديدة، بعضها يصبح مجموعة كويكبات أخرى ويستمر في الدوران في المنطقة، وبعض الأجزاء الأخرى تتحول إلى نيازك تهبط إلى الكواكب الأخرى ومنها الأرض، أو شهب تحترق في المجال الجوي. وينتج عن التصادمات أيضا كميات كبيرة من التراب تستمر في الدوران في المنطقة.
في أحيان أخرى -عندما تكون سرعة الدوران بطيئة- يؤدي التصادم إلى التصاق كويكبين معا. وعلى مدى أربعة مليارات سنة هي عمر الحزام، تغيّر شكل الكويكبات التي تدور فيه تماما عما كان وقت تكونه بسبب هذه التصادمات.
يحتوي حزام الكويكبات على مجاميع من الغبار التي يصل نصف قطرها إلى مئات الميكرومتر. يتم إنتاج هذا الغبار ، من الإصطدامات التي تحدث بين الكويكبات، وتنتج أيضا عن قصف الكويكبات بالنيازك الناعمة. نظراً لتأثير ظاهرة بوينتنج - روبرتسون فإن ضغط الإشعاع الشمسي يعمل على نقصان سرعة جسيم الغبار ويجعله يتجه إلى الشمس ببطء.

## وصلات خارجية
الكويكبات والنيازك. (بالعربية)